# Строительная акустика
Строительная акустика — научная дисциплина, занимающаяся вопросами защиты жилых и иных помещений, территорий и зданий от шума и решающая эти вопросы архитектурно-планировочными и строительными (конструктивными) методами.
Строительная акустика может рассматриваться как отрасль прикладной акустики, или как раздел строительной физики.
Строительная акустика в современном строительстве имеет большое значение: меры по борьбе с шумом, принятые на её основе, улучшают санитарно-гигиенические условия жизни и работы населения, благоприятствуют повышению производительности труда, способствуют комфорту и росту эксплуатационных качеств зданий, территорий и сооружений.
Строительная акустика действует в теоретических рамках общей акустики. Эксперименты ставятся в лабораторных и натурных условиях. Применяется, в частности, метод моделирования при исследовании звукоизолирующей способности ограждающих конструкций и изучении распространения шума в помещениях, инженерных коммуникациях, а также на территориях городской застройки.
Основные направления исследований:
- разработка теории звукоизоляции ограждающих конструкций, создание методик их расчёта и проектирования.
- изыскание наиболее эффективных шумоглушащих и звукоизолирующих конструкций и устройств.
- совершенствование методов расчёта[1].
- разработка облегчённых ограждающих конструкций с повышенной звукоизоляционной способностью.
- разработка новых градостроительных принципов, способствующих защите жилой застройки от транспортного шума.

## Архитектурно-планировочные методы
- Рациональные объёмно-планировочные решения построек и помещений.
- Размещение источников шума на достаточном удалении от защищаемых объектов.
- Определённая планировка жилых районов, микрорайонов, территорий промышленных предприятий и транспортных узлов.

## Строительно-акустические методы
- Использование конструкций и устройств, обеспечивающих эффективную звукоизоляцию.
- Снижение уровня шума непосредственно в источнике его возникновения.

## Разработка акустических материалов
Именно в рамках строительной акустики ведутся разработки акустических материалов, исследуются свойства строительных материалов с точки зрения шумопоглощения.

## История
Строительная акустика была выделена из архитектурной акустики в самостоятельную дисциплину в начале 30-х гг. XX века и стала особенно бурно развиваться с 50-х гг. в связи с тем, что:
- Значительно возросли число и мощность источников шума внутри жилых помещений (инженерное и санитарно-техническое оборудование, радиоприёмники, телевизоры, магнитофоны, бытовые электрические приборы и т.д.)
- Выросли скорости, мощности и плотность потока средств автомобильного, воздушного и железнодорожного транспорта.
- В индустрии расширилось применение облегчённых ограждающих и несущих конструкций, обладающих сравнительно низкой звукоизолирующей способностью.